# Der Tod des Märchenprinzen
Der Tod des Märchenprinzen ist ein autobiographischer Roman von Svende Merian, der 1980 erschien und im Umfeld der bundesdeutschen Friedens-, Frauen- und Anti-AKW-Bewegung, in dem er auch spielt, weite Verbreitung fand.

## Handlung
Der Roman ist in vier Abschnitte unterteilt, die jeweils durch Gedichte eingeleitet werden.
„Linke Frau, 24, möchte gerne unmännliche Männer, gerne jünger, kennenlernen.“ Im ersten Teil lernt Svende durch diese Kontaktanzeige im Hamburger Stadtmagazin Oxmox Arne kennen. Svende ist 24 Jahre alt und frauenbewegt, Arne 26 und in der Anti-AKW-Bewegung aktiv. Svende verliebt sich Hals über Kopf in Arne: Jahrelang hatte sie nur unbefriedigenden Sex mit diversen Partnern, zu dem sie sich unter dem Schlagwort der sexuellen Revolution und einer scheinbaren Emanzipation (die Autorin benutzt in diesem Kontext die Schreibweise „Emannzipation“) gezwungen fühlte. Im Gegensatz dazu erscheint ihr nun Arnes Zärtlichkeit als etwas Besonderes. Sie glaubt, ihren Märchenprinzen gefunden zu haben, auch wenn sie bei manchen Themen – etwa bei der Verhütung – noch Diskussionsbedarf sieht.
Zweiter Abschnitt: Schon nach wenigen Wochen erlebt Svende Arne zunehmend als distanziert. Als sie ein Gespräch über die Beziehung sucht, teilt er ihr mit, dass er nicht in sie „verknallt“ ist. Später bietet er an, die Beziehung „ganz lasch“ weiterzuführen. Beide treffen sich weiter, jedoch versäumt Arne zunehmend Termine, macht sich Hoffnungen, die Beziehung mit seiner Ex-Freundin Sabine fortzusetzen. Svende diskutiert mit ihm, er solle zugeben, dass er ein Schwein sei, sie dringt allerdings nicht zu ihm durch. Sie sucht auch den Kontakt zu seiner Ex-Freundin, mit der sie sich dann sehr gut versteht.
Der dritte Abschnitt beginnt mit Svendes Entschluss, ein Buch über ihre Beziehung zu Arne zu schreiben. Ihre Gefühle für Arne sind ambivalent: Sie will von ihm loskommen, sucht aber auch immer wieder den Kontakt zu ihm. Mit einer Freundin zusammen sprüht sie die Worte „Auch hier wohnt ein Frauenfeind“ an sein Fenster. Sie versucht, sein Verhalten und seine Gefühle zu analysieren, und macht sein Aufwachsen in einem Kinderheim für seine Distanziertheit verantwortlich. Am Schluss dieses Abschnittes verabschiedet sie sich vom Ideal des Märchenprinzen.
Im kurzen vierten Abschnitt ist ihr das Buch wichtiger geworden als Arne. Die Autorin macht deutlich, dass sie ihr Buch im Kontext der Forderung „Das Private ist politisch“ als politische Arbeit begreift.

## Erwiderung
Der Kabarettist Henning Venske veröffentlichte unter dem Pseudonym Arne Piewitz 1983 ein illustriertes Erwiderungsbuch unter dem Titel Ich war der Märchenprinz, in dem er seine Sicht der Dinge darstellte. Der Spiegel schrieb darüber: „Das liest sich, logo, weitaus witziger als der Ur-Märchenprinz; Spott geht vor Herzeleid.“

## Psychoanalytische Reflexion
Wolfgang Schmidbauer analysierte 1985 gegen Ende seines Buches Die Angst vor Nähe die in Der Tod des Märchenprinzen beschriebenen Kommunikationsstörungen und Missverständnisse zwischen den Protagonisten Svende und Arne.

## Belege
1. ↑  Blubbert und blubbert. In: Der Spiegel. 11. Dezember 1983, ISSN 2195-1349 (spiegel.de [abgerufen am 17. November 2023]).